# هوتن دولتی

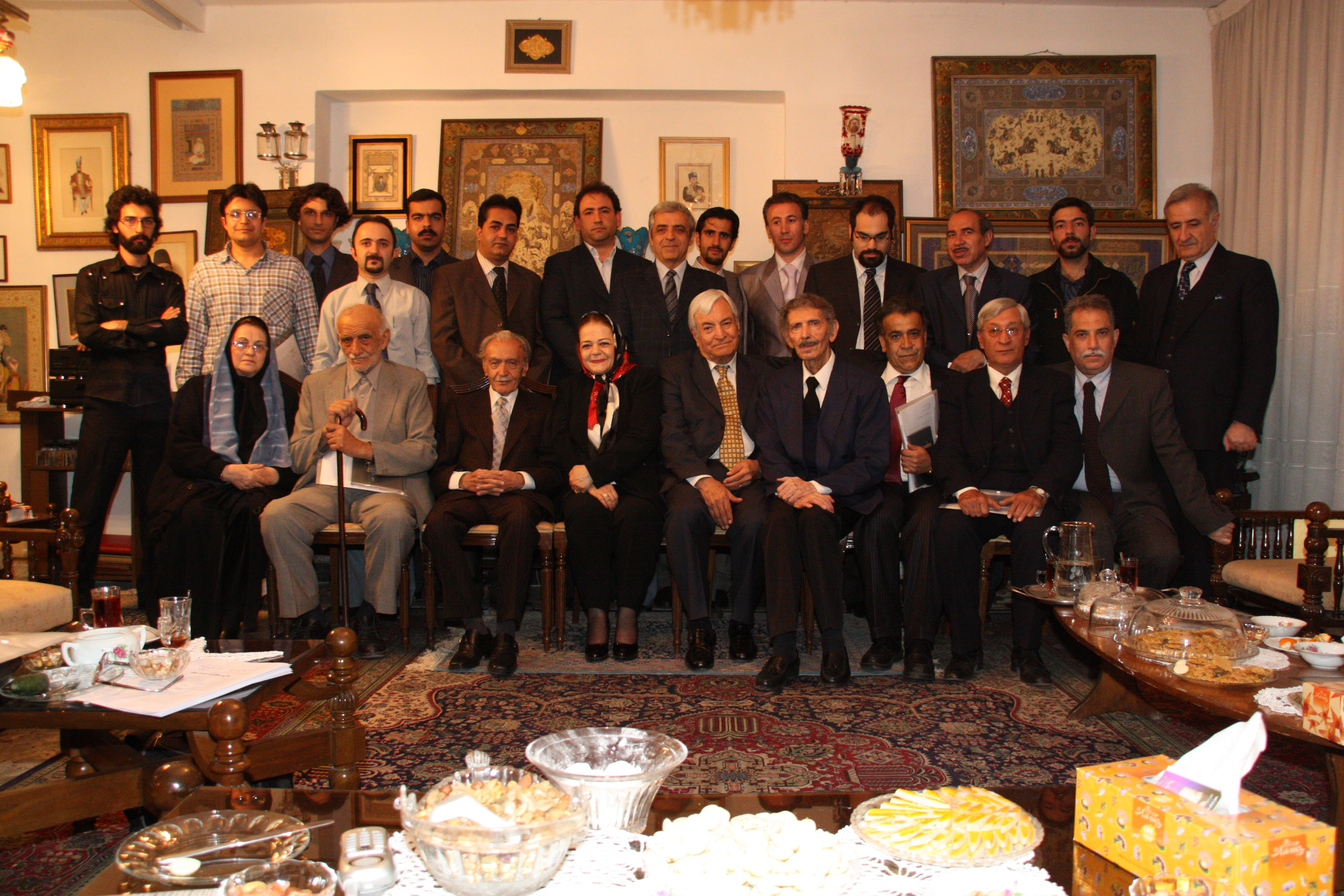
هوتن دولتی در جلسه عمومی جبهه ملی ایران (نوروز ۱۳۸۸، سرای ادیب برومند)

هوتن دولتی (۱۳۵۵ در تهران)، حقوقدان، سیاستمدار، فعال حقوق بشر و محیط زیست و مسئول سابق سازمان دانش آموختگان جبهه ملی ایران و از بنیان‌گذاران سازمان «صلح سبز ایران» در سال ۱۳۸۰ و از مؤسسان حزب سوسیال دموکرات و لائیک ایران و عضو نهاد راهبری این حزب و عضو هیئت اجرایی سازمان‌های جبهه ملی ایران در خارج از کشور از سال ۱۴۰۲ می‌باشد.
وی به اتهام عضویت و انتشار بیانیه‌ها و پیام‌های جبهه ملی و تبلیغ علیه نظام جمهوری اسلامی و ایجاد گروه و تلاش در جهت تهیه فیلم و مستند برای شبکه‌های تلویزیونی مخالف رژیم ایران در اسفند ۱۳۹۱ بازداشت و یک سال و نیم در زندان اوین به‌سر برد. و بار دوم در سال ۱۳۹۸ به جرم عضویت در شورای مرکزی جبهه ملی ایران و تبلیغ علیه نظام جمهوری اسلامی به شش سال زندان محکوم شد.

## زندگی‌نامه
هوتن در سال ۱۳۵۵ در تهران و در خانواده‌ای تالشی متولد شد، پدرش «حسین دولتی» اهل پره‌سر از توابع شهرستان رضوانشهر از فعالان فرهنگی تالش و عضو هیئت مدیره انجمن تالشان مقیم تهران (خانه تالشان تهران) بود که پس از انقلاب اسلامی به عنوان نخستین فرماندار تالش و تنها فرماندار اهل تسنن در این خطه منصوب شد. حسین دولتی در شهریور ۱۳۹۱ درگذشت و در زادگاهش پره‌سر به خاک سپرده شد.
هوتن دولتی دارای مدرک مهندس عمران - نقشه‌برداری و دانش‌آموخته کارشناسی ارشد مطالعات منطقه‌ای و علوم سیاسی و همچنین کارشناس ارشد عمران و کارشناسی ارشد (حقوق بشر) از دانشگاه علامه طباطبائی می‌باشد.

### فعالیت‌ها
هوتن دولتی از سال ۱۳۷۶ فعالیت‌های اولیه خود را در زمینه محیط زیست و سازمان‌های مردم نهاد و در نشریات داخلی این سازمان‌ها آغاز نمود و به‌مدت ۲ سال مسئولیت «نشریه خانه تالش» را برعهده داشت و از سال ۱۳۸۱ در «انجمن تالشان مقیم تهران» نیز فعال می‌باشد.
دولتی در کنار سایر فعالیت‌های اجتماعی در سال ۱۳۸۰ با همراهی چند تن دیگر به عنوان هیئت مؤسس، سازمان «صلح سبز ایران» را پایه‌گذاری نمود.
صلح سبز یک سازمان غیر دولتی و مردم‌نهاد و حامی محیط زیست است که در بیش از ۴۰ کشور دفتر دارد و به هیچ دولت، شرکت یا حزبی وابسته نیست. این سازمان تا حد زیادی متکی به نیروهای داوطلب و کمک‌های مالی مردمی است.

## دستگیری و محاکمه
دولتی ۲۶ اسفند ۱۳۹۱ توسط مأموران وزارت اطلاعات ایران در منزلش بازداشت و کامپیوتر و لوازم شخصی‌اش مورد تفتیش و بازرسی قرار گرفت و به زندان اوین فرستاده شد و پس از حدود یک ماه بازجویی و بلاتکلیفی در سلول انفرادی بند امنیتی ۲۰۹ و ۲۴۰ اوین، برای گذراندن ادامه حبس به بند ۳۵۰ منتقل شد.
دفتر مردمداری جبهه ملی ایران در ۱۷ فروردین ۱۳۹۲ طی اطلاعیه‌ای، ضمن اعتراض به بازداشت‌های غیرقانونی، خواهان آزادی وی و دیگر زندانیان احزاب سیاسی و مذهبی شد.
وی در فروردین و خرداد ۱۳۹۲ به دلیل اتهامات یاد شده در شعبه ۲۸ دادگاه انقلاب اسلامی تهران به ریاست قاضی مقیسه محاکمه و علیرغم بیماری قلبی مزمن و ناراحتی مفاصل و ستون فقرات به تحمل سه سال حبس تعزیری محکوم شد.
در ۱۷ تیر ۱۳۹۲ و با گذشت ۴ ماه از دستگیری دولتی، جبهه ملی ایران و جبهه ملی ایران - آمریکا و اروپا ضمن محکوم کردن این اقدام خواستار آزادی فوری و بی قید و شرط او و زندانی دیگر «عیسی خان خاتمی» عضو شورای مرکزی جبهه ملی ایران، عضو شورای همبستگی برای دموکراسی و حقوق بشر در ایران و مدیر مسئول ماهنامه توقیف شده «ایرانمهر» و همه زندانیان سیاسی شد.

### اعتصاب غذا
هوتن دولتی در آذرماه ۱۳۹۲ در اعتراض به وضعیت درمان بیماری و عدم امکان معاینه و معالجه توسط پزشکان متخصص دست به اعتصاب غذای نامحدود زد. سازمان عفو بین‌الملل در بیانیه‌ای از اعتصاب وی خبر داد.
ادیب برومند، رئیس هیئت رهبری و شورای مرکزی جبهه ملی، در گفتگویی با صدای آمریکا اظهار داشت: «چیزی که می‌دانیم این است که ۱۳، ۱۴ روز است که هوتن دولتی اعتصاب غذا کرده است و آنچه شنیده‌ایم این است که می‌خواهد به معالجه‌اش بپردازند ولی آن‌طور که باید توجهی به این قضیه نمی‌شود و او هم اعتصاب غذا کرده است… عضویت در جبهه ملی که جرم نمی‌شود برای این‌که جبهه ملی تا دو سه سال پیش در صحنه سیاست بوده و اعلامیه می‌داده و مصاحبه می‌کرده و چیزی که جرم بوده باشد وجود نداشته و جبهه ملی هیچ جایی محکومیت پیدا نکرده که غیرقانونی باشد که کسی را به این عنوان بگیرند.»
در ۱۸مین روز از ادامه اعتصاب غذا و شرایط وخیم جسمانی، جبهه ملی ایران هشدار داد که مسئولیت عواقب اعتصاب غذای هوتن دولتی و هرگونه کوتاهی در روند درمان مناسب وی مستقیماً بر عهده مسئولان و نهادهای مرتبط می‌باشد و خواستار آزادی تمامی زندانیان سیاسی و عقیدتی شد.
۸ تن از فعالان و چهره‌های سیاسی از جمله ادیب برومند، مه‌لقا اردلان، خسرو سیف، حشمت‌الله طبرزدی، باقر قدیری‌اصل، ناصر فربد، محمد ملکی و نعمت آزرم با ارسال نامه‌ای از هوتن دولتی تقاضا کردند که جهت حفظ سلامتی خود و اجابت خواسته دوستان به اعتصاب غذای خود پایان دهد: سرانجام در ۲۷ آذر، هوتن دولتی نیز با انتشار پیامی از داخل زندان ضمن قدردانی از نویسندگان نامه به اعتصاب غذای خود پایان داد، در بخش از پیام وی آمده است:
«... لب فروبستن از آنچه قوت لایموت می‌خوانندش سهل‌تر است از نشنیدن نصیحت ناصحانی که هر یک کوله باری از تجربه و انبانی از معرفت را حمایل کرده و در راه اعتلای این کهن‌دیار ایستاده سرود آزادگی سر می‌دهند. آنگاه که بزرگانی چون «استاد ادیب برومند» که به حق پیر دیر معانی هستند امر به شکستن اعتصاب غذای این حقیر می‌دهند و آن سان که آزادگانی که خود شمع فروزان راه ناهموار آزادی به‌شمار می‌آید حکم به گشودن این روزه سیاسی می‌دهند جز اطاعت و گوش سپردن وظیفه‌ای دیگر نیست… پند حکیم محض صواب است و عین خیر، فرخنده آن کسی که بسمع رضا شنید. هوتن دولتی – بند ۳۵۰ اوین»
در اسفند ۹۲، هوتن دولتی برای پیگیری وضعیت درمانی به بیمارستان امام خمینی تهران اعزام و پس از انجام اقدامات ضروری مجدداً به زندان اوین بازگردانده شد، پزشکان متخصص گفتند که او باید برای انجام آزمایش‌ها و معاینات دقیق‌تر و تکمیلی دوباره به بیمارستان مراجعه کند.

## آزادی
حکم هوتن دولتی در دادگاه تجدیدنظر به یک‌سال و نیم حبس تعزیری و نیم دیگر تعلیق تغییر یافت و سرانجام در ۱۵ شهریور ۱۳۹۳ بعد از ۱۸ ماه حبس بدون مرخصی از زندان آزاد شد. همچنین علاوه بر ۳ سال حبس تعزیری، وی به ۵ سال محرومیت از فعالیت در فضای مجازی و عضویت در احزاب سیاسی و محرومیت از حقوق اجتماعی محکوم شده است.

### خروج از کشور و فعالیت در خارج از ایران
دولتی به دنبال محکومیت به ۶ سال زندان، در دی سال ۱۳۹۸ از کشور خارج شد و از سال ۱۳۹۹ در سازمان‌های جبهه ملی ایران در خارج از کشور فعالیت داشت و در سال ۱۴۰۳ به عنوان عضو شورای عالی سازمان و عضو هیئت اجرایی انتخاب شد. او همچنین در تأسیس حزب سوسیال دموکرات و لائیک ایران مشارکت کرده و در سال ۱۴۰۳ در سومین کنگره حزبی به عضویت نهاد راهبری این حزب انتخاب شد.